# Endeu
Endeu (grec antic: Ἔνδοιος, llatí: Endoeus) fou un escultor atenès deixeble de Dèdal al que va acompanyar quan va fugir a Creta. Aquesta indicació no fa referència a l'època en què va viure, sinó a l'estil artístic que va utilitzar.
Va florir suposadament en el temps de Dipè i Escil·lis, que també eren considerats deixebles de Dèdal, és a dir, a l'època de Pisístrat i els seus fills vers el 560 aC. Les seves obres conegudes van ser:
- 1. Una estàtua d'Atena feta de fusta d'oliver a l'Acròpoli d'Atenes, amb una inscripció que deia que Càl·lies la va dedicar i Endeu la va fer. Probablement aquest Càl·lies era Càl·lies I, opositor a Pisístrat i guanyador olímpic a la 54 Olimpíada, segons diu Heròdot.
- 2. Una estàtua de fusta d'Atena a Èritres de Jònia, representada asseguda en un tron i amb una esfera (πόλος) al cap.
- 3. Unes estàtues de marbre blanc de les Gràcies i les Hores a l'Hípetre, relacionades amb l'estàtua anterior, però que Pausànias ja no va veure.
- 4. Una estàtua d'Atena al temple de Tegea, d'ivori, després traslladada a Roma per August i col·locada al Fòrum.[1]